# Zupčasti prekidač
Zupčasti prekidač je posebni mehanizam, vrsta mehaničkog prekidača, koji omogućuje da se kružno gibanje pogonskog dijela pretvara u koračno (isprekidano) gibanje gonjenog dijela (obično njihanje). Zupčasti prekidač ima 3 dijela: pogonski dio, gonjeni dio i graničnik. Gibanje pogonskog dijela kod zupčastog prekidača može biti titrajna vrtnja ili može biti izmjenično pravocrtno. Gonjeni dio se uglavnom isprekidano vrti. Jedan puni ciklus gibanja gonjenog dijela (puni krug) možemo podijeliti na po željeni broj koraka (to je glavna prednost zupčastih prekidača pred ostalima) i to tako da je broj zubaca na gonjenom dijelu jednak broju koraka. Zadaća je graničnika da nakon završenoga koraka sprijeći vraćanje gonjenoga dijela u prethodni položaj i osigurava mirovanje neko vrijeme. Graničnik je često konzolna opruga. Nedostatak zupčastih prekidača jest bučan rad.